# De Wallen

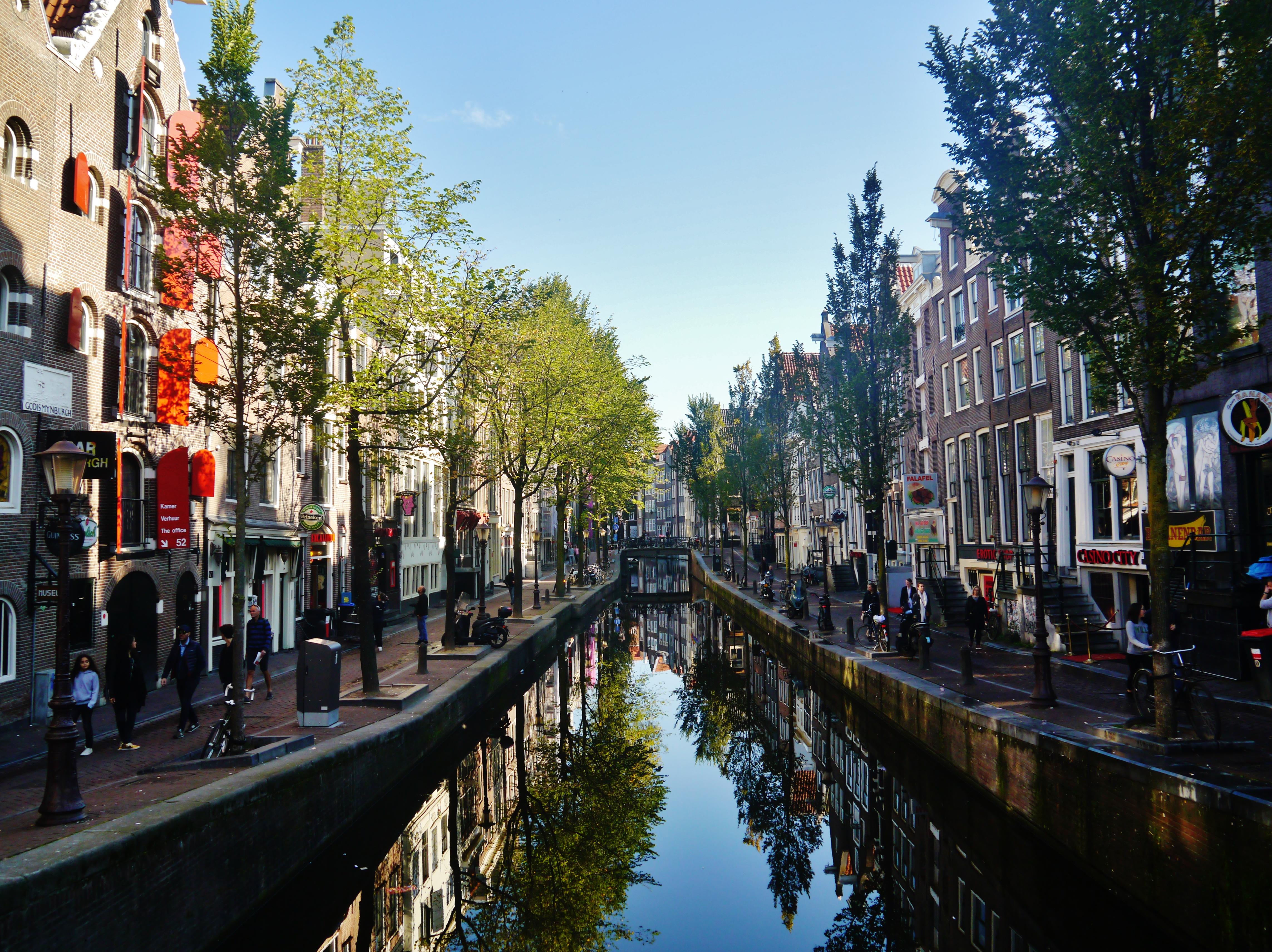
De Wallen

De Wallen nebo také De waleetjes je městská část Amsterdamu, nacházející se v historickém centru jižně od řeky Amstel mezi ulicemi Damrak a Warmoesstraat. Spolu s oblastmi Singelgebied a Ruysdaelkade tvoří „čtvrť červených luceren“ (Rosse Buurt), kde se legálně provozuje prostituce.
Nachází se zde nejstarší amsterdamský kostel Oude Kerk založený okolo roku 1213. Nacházelo se zde množství klášterů, které byly zrušeny po přijetí kalvinismu v roce 1578. V roce 1811 bylo v Amsterdamu povoleno poskytování sexuálních služeb, které se vzhledem k blízkosti přístavu koncentrovaly právě v De Wallen. Ve třicátých letech padlo rozhodnutí, že prostitutky nesmějí oslovovat zákazníky na ulici, ale mohou nabízet služby z červeně osvícených oken domů. V De Wallen se nachází na ploše 250×250 metrů okolo tří set pokojíků využívaných k heterosexuální i homosexuální prostituci.
Nachází se zde muzeum sexu, erotické divadlo, množství nočních klubů a coffee shopů, muzeum marihuany a také informační centrum, poskytující informace o legálních aspektech prostituce. Každoročně v srpnu se ve čtvrti koná pouliční slavnost Hartjesdag. De Wallen patří k největším turistickým atrakcím Amsterdamu, kterou ročně navštíví okolo osmnácti milionů lidí. Amsterdamská radnice spustila v roce 2007 „Projekt 1012“ (podle místního směrovacího čísla), jehož cílem je omezit kriminalitu v této lokalitě (obchod s lidmi, narkomanie, pouliční násilnosti), mj. byl vydán zákaz organizovaných prohlídek. Téhož roku byla na náměstí Oudekerksplein odhalena socha Else Rijerseho Belle jako připomínka, že i sexuální pracovníci mají nárok na lidskou důstojnost.

## Fotogalerie

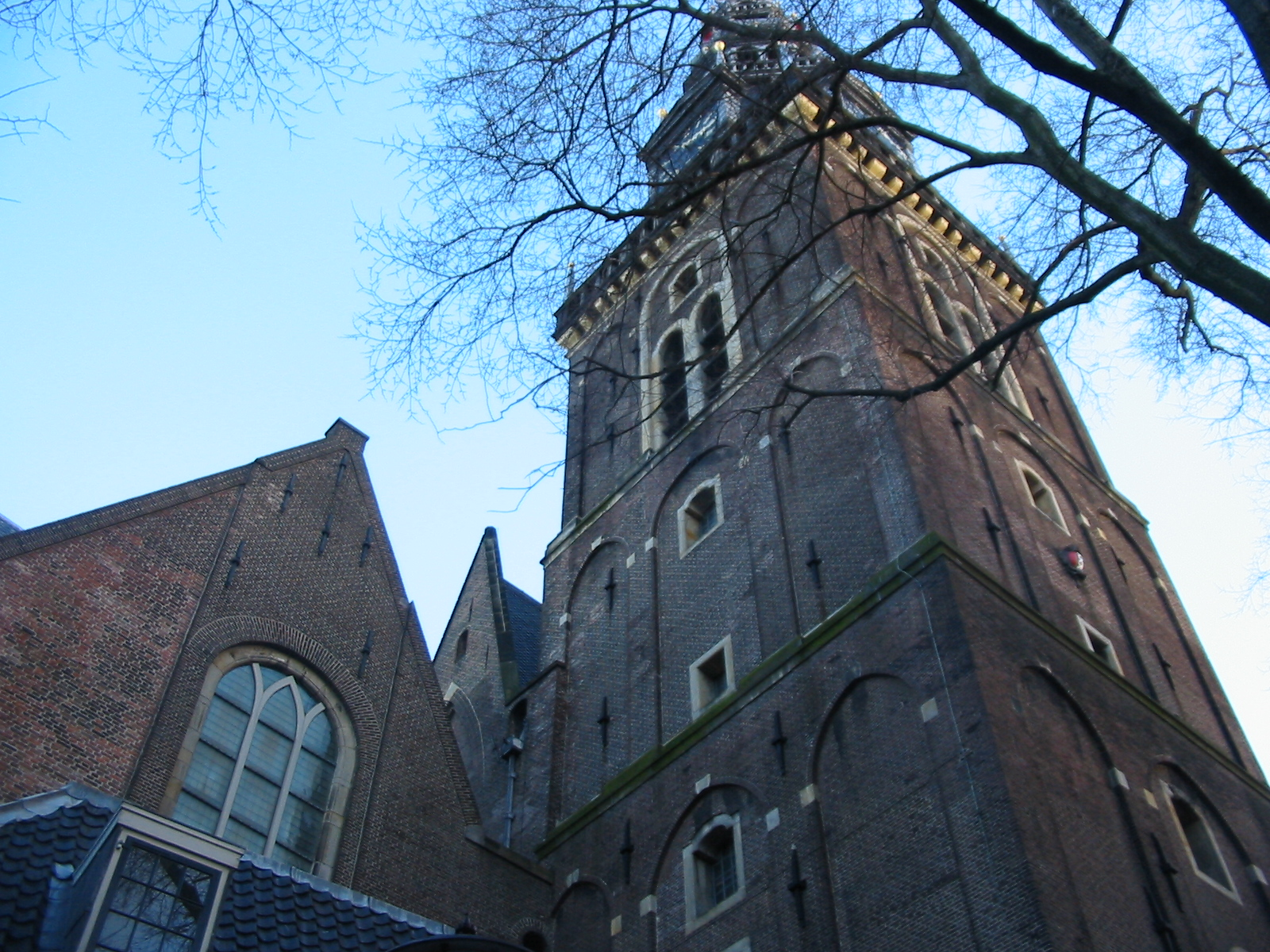
Oude Kerk
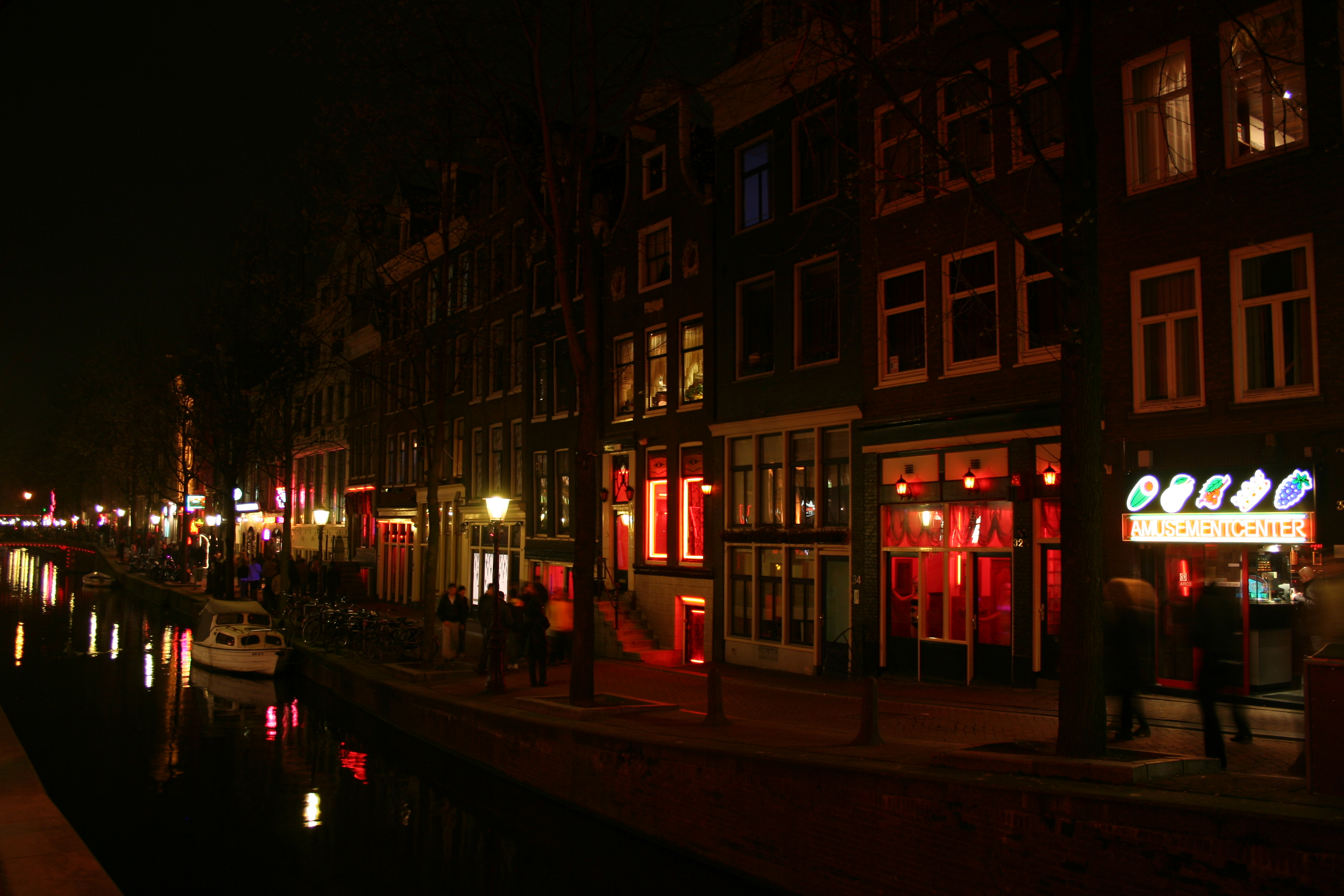
De Wallen v noci
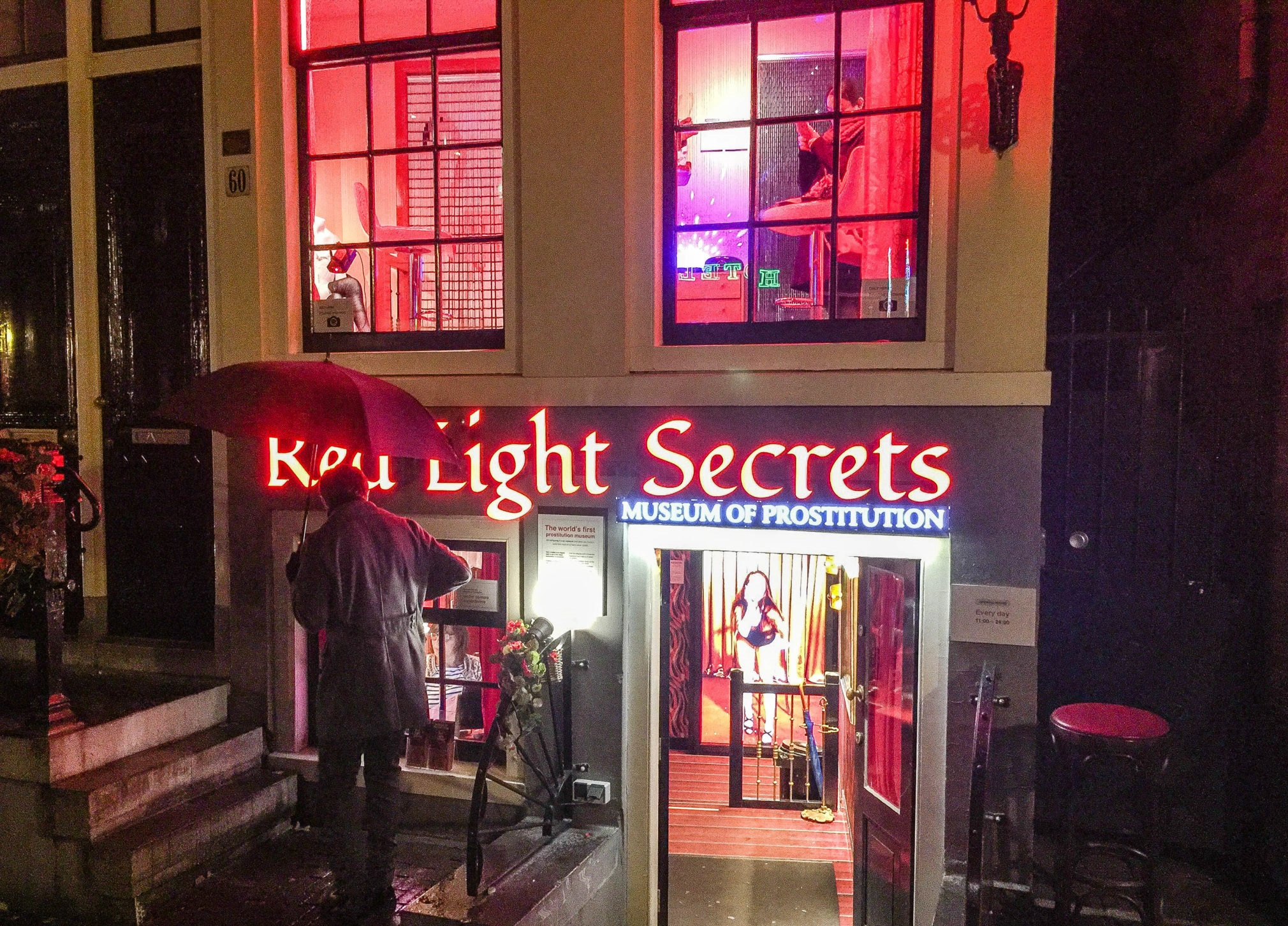
Muzeum prostituce
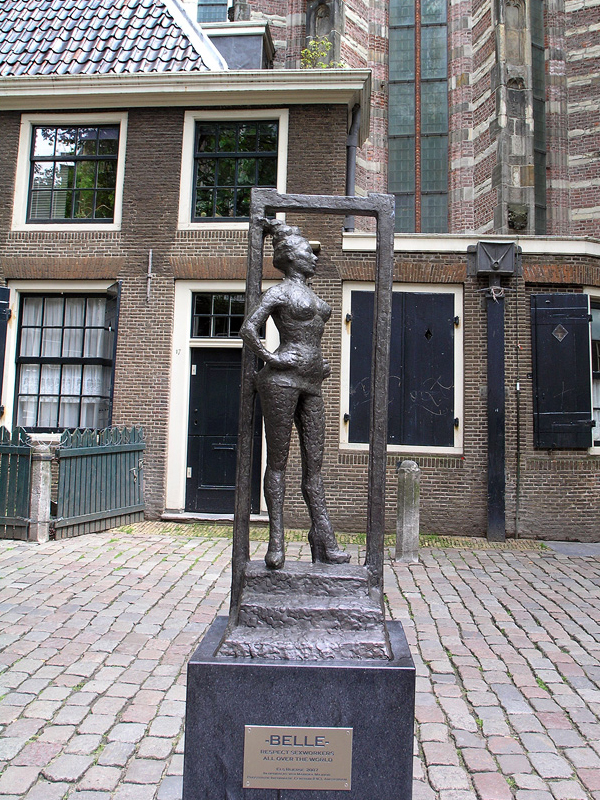
Belle